# حرب شعبية
الحرب الشعبية أو حرب الشعب المطولة هي استراتيجية عسكرية ماوية. طورها لأول مرة الزعيم الثوري الشيوعي الصيني ماو تسي تونغ (1893-1976)، الفكرة الأساسية لهذه الاستراتيجية هي الحفاظ على دعم السكان وجذب العدو إلى عمق الريف (تمديد خطوط إمدادهم) حيث يستنزفهم السكان من خلال حرب العصابات وفي النهاية بناء حرب متنقلة. استخدمها الشيوعيون الصينيون ضد الجيش الإمبراطوري الياباني في الحرب العالمية الثانية، واستخدمتها الجمهورية السوفيتية الصينية في الحرب الأهلية الصينية.
يستخدم الماويون هذا المصطلح للإشارة إلى استراتيجيتهم المتمثلة في النضال الثوري المسلح الطويل الأمد. بعد الحرب الصينية الفيتنامية في عام 1979، تخلى دينج شياو بينج عن الحرب الشعبية لصالح «حرب الشعب في ظل الظروف الحديثة»، والتي ابتعدت عن الاعتماد على القوات وركزت على التكنولوجيا. مع تبني «الاشتراكية ذات الخصائص الصينية»، غذت الإصلاحات الاقتصادية الاستثمار العسكري والتكنولوجي. كما قُلصت أعداد القوات المسلحة وعُززت الاحترافية.
لقد استخدمت حركة فيت كونغ استراتيجية حرب الشعب استخدامًا مكثفًا في حرب فيتنام. لكن لا ينبغي الخلط بين الحرب المطولة ونظرية «الفوكو» التي استخدمها تشي جيفارا وفيدل كاسترو في الثورة الكوبية عام 1959.